# شيفرة مصدرية (فلم)
شفرة المصدر (بالإنجليزية: Source Code) هو فيلم خيال علمي وإثارة أمريكي صدر سنة 2011 من إخراج دونكان جونز، تأليف بن ريبلي، وبطولة جيك جيلنهال، ميشيل موناغان، فيرا فارميغا وجيفري رايت. تصدر الفيلم الترتيب العالمي في غرة مارس 2011، وهو من توزيع الشركة سمت إنترتاينمنت.
تلقى شفرة المصدر مراجعات إيجابية من النقاد، ووصلت عائداته إلى 147 مليون $ حول العالم.

## طاقم التمثيل
- جيك جيلنهال في دور الكاتبن «كولتر ستيفنز»
- ميشيل موناغان في دور «كرستينا وارن»
- فيرا فارميغا في دور الكابتن «كولين غودوين»
- جيفري رايت في دور الدكتور «رتليدج»
- ميخائيل آردن في دور «ديرك فروست»
- راسل بيترز في دور «ماكس دينوف»
- سكوت باكولا في دور «ستيفنز»، والد كولتر
- فريديريك دي غراندبري في دور «سين فانترس»
- كاس أنفار في دور «حزمي»

## القصة
كولتر ستيفنز (جيك جيلنهال) طيار مروحية لصالح الجيش الاميركي الذي كانت آخر ذكرياته أنه يطير أنحاء أفغانستان، يستيقظ في قطار للركاب ذاهب لشيكاغو. لكنه يكتشف انه مستحوذ على هوية رجل آخر.بعد 8 دقائق ينفجر القطار ويجد ستيفنز نفسه في نوع من الحجرة. ثم يتحدث إلى شخص يدعى غودوين (فيرا فارميغا) التي تقول له أن يجب عليه الذهاب إلى الماضي والبحث عن هوية منفذ الانفجار.
يُرْسَل إلى الماضي ويمر بكل شيء من جديد ويحاول البحث عن هوية الانتحاري ولكنه يفشل وتنفجر القنبلة ويعود إلى الحجرة. ويتم إرساله مرة أخرى ومازال لا يمكنه معرفة أي شيء. عندما يعود يسأل عما يجري، وغودوين رتليدج (جيفري رايت)، العالم المسؤول يقول له أنه جزء من مشروع يدعى شفرة المصدر الذي يمكن من وضع شخص ما في وعي شخص آخر خلال 8 الدقائق الأخيرة من حياتهم.
كولتر يعيش حياة الحادث مرارا وتكرارا، وجمع الأدلة في كل مرة، حتى يتمكن من حل اللغز الذي يقف وراء التفجيرات ومنع وقوع هجمات أخرى.

## الإصدار

### الاستقبال النقدي
استقبل الفيلم بمراجعات إيجابية من قبل النقاد، 92% من المراجعات جائت إيجابية على موقع الطماطم الفاسدة بنائاً على 231 مراجعة نقدية، مع متوسط تقييم 10/7.5. كان الإجماع النقدي للموقع: «العثور على القصة الإنسانية في خضم الحركة، المخرج دنكان جونز والجذاب جيك جيلنهال يصنعان إثارة خيال علمي ذكية ومرضية.» على ميتاكريتيك حاصل على متوسط تقييم 100/74 بناءً على 41 مراجعة.

### الأداء في شباك التذاكر
| فيلم        | تاريخ الصدور     | إيرادات شباك التذاكر | إيرادات شباك التذاكر | إيرادات شباك التذاكر | ترتيب شباك التذاكر              | ترتيب شباك التذاكر     | ميزانية     | مراجع |
| فيلم        | الولايات المتحدة | الولايات المتحدة     | عالمي                | عالمي                | على الإطلاق في الولايات المتحدة | على الإطلاق حول العالم | ميزانية     | مراجع |
| ----------- | ---------------- | -------------------- | -------------------- | -------------------- | ------------------------------- | ---------------------- | ----------- | ----- |
| شفرة المصدر | أبريل 2011       | $54,712,227          | $92,620,470          | $147,332,697         | #1095                           | غير معلوم              | $32,000,000 | [ 1 ] |

صدر الفيلم شفرة المصدر  في غرة أفريل 2011 في الولايات المتحدة الأمريكية وكندا. تم عرض الفيلم في حوالي 2,961 قاعة سينما وبلغت إيراداته في هذه العروض 54,712,227 دولار، وإجمالي 147,812,094 دولار كما تصدر المرتبة الثانية في الأسبوع الأول من عرضه.

### جوائز
| سنة  | المقدم        | فئة                  | مستلم                 | نتيجة |
| ---- | ------------- | -------------------- | --------------------- | ----- |
| 2011 | جوائز سكريم   | أفضل ممثل خيال علمي  | جيك جيلنهال           | رُشِّح   |
| 2011 | جائزة برادبري | جائزة برادبري        | بن ريبلي ودونكان جونز | رُشِّح   |
| 2012 | جائزة هيوغو   | أفضل تقديم دراماتيكي | بن ريبلي ودونكان جونز | رُشِّح   |

### مسلسل تلفزيوني محتمل
تم الإعلان في 2011 عن مسلسل تلفزيوني على سي بي إس مستوحى من الفيلم يجري التخطط له، وكشف انه قيد التطوير في 4 يناير، 2012 مع مارك غوردون وستيف مايدا كمنتجين.

## روابط خارجية
- مقالات تستعمل روابط فنية بلا صلة مع ويكي بيانات
- شفرة المصدر في الموقع ميتاكريتيك